# David Bedford (atleta)

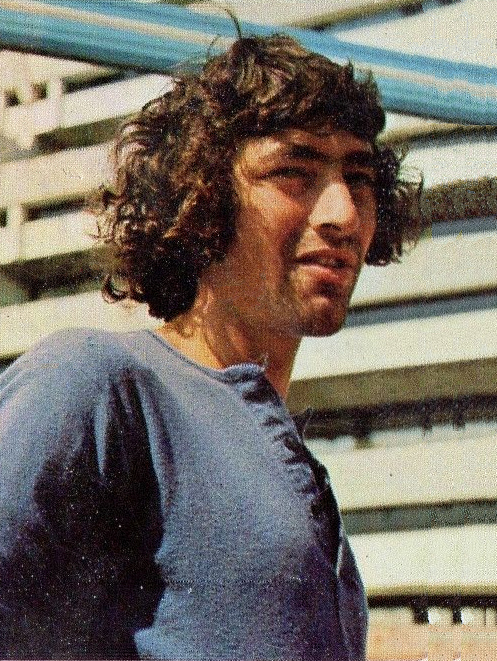
David Bedford

David Colin Bedford, OBE (Londres, 30 de dezembro de 1949) é um ex-corredor de longa distância britânico, atualmente diretor da Maratona de Londres e integrante do comitê da Federação Internacional de Atletismo (IAAF) para corridas de rua.
Conhecido por correr sempre com meias vermelhas, Bedford estabeleceu um recorde mundial para os 10.000 m em julho de 1973 – 27m30s8. Foi também o recordista britânico dos 3000 m c/ obstáculos e dos 5000 m. Com uma largada forte mas falta de arrancada final, teve bastante sucesso quando corria sozinho contra o relógio (marcando tempo) mas pouco quando corria contra outros adversários na mesma pista. Em sua única participação olímpica, ficou apenas em 12º lugar nos 5000 m  e em 6º nos 10.000 m em Munique 1972.
Sua carreira posterior foi prejudicada por inúmeras contusões o que o fez retirar-se das competições de alto nível ainda na casa dos 20 anos. Ele nunca correu a maratona que os especialistas acreditavam que ele fosse capaz de correr. Participou da primeira edição da Maratona de Londres em 1981, mas apenas por causa de uma aposta. Na noite anterior da prova, num night-club, ele havia sido desafiado por um amigo, o jornalista e apresentador esportivo David Coleman, a corrê-la; ele participou da maratona e completou-a mesmo passando antes em sua casa para comer um curry. No meio do percurso, foi visto vomitando pela rua. No fim do mesmo ano, porém, aos 31 anos, venceu a London Cross-Country Race. 
Depois de juntar-se à organização da Maratona de Londres em 1986, tornou-se diretor da prova, função que exerce atualmente.